# Hamsunsentret

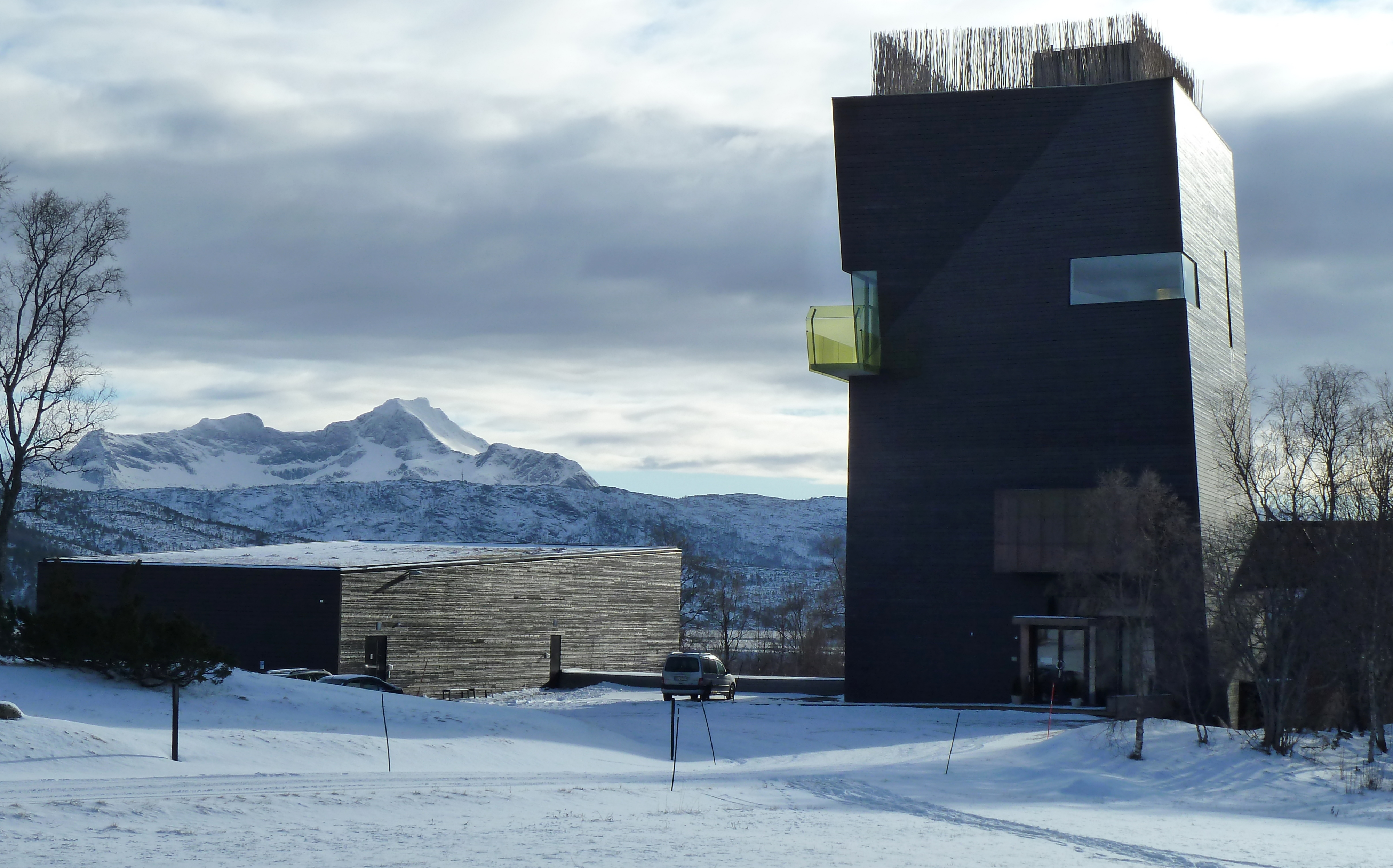
Hamsunsentret i Hamarøy, Norge.

Hamsuncentret (Norska: Hamsunsenteret) är ett nationellt center och museum tillägnat den norske författaren Knut Hamsun, hans liv och författarskap. Det ligger på Presteid i Hamarøy i Norge, och stod färdigt 4 augusti 2009, på hans 150:e födelsedag. Centret öppnade dock för allmänheten först i juni 2010.
Huvudbygganden består av ett 26 meter högt torn med 6 stycken etager som alla har öppen planlösning och ritades av den amerikanske arkitekten Steven Holl. Han sade sig ha blivit inspirerad av naturen och miljön på Hamarøy, samt den norska byggtraditionen och Hamsuns litterära verk Svält (1890) och Mysterier (1892). Holl beskriver Hamsuncentret som "en konkretisering av en Hamsun-figur i arkitektonisk mening" och att "byggnaden står som en kropp - för ett slagfält av osynliga krafter."
När centret stod färdigt 2009, hade det kostat 142 miljoner norska kronor, ett budgetöverskridande på 22 miljoner.
Hamsunsentrets arkitektur har varit föremål för ständig debatt, och centret har vunnit flera nationella och internationella arkiteturpriser, bland annat Progressive Architecture Award.  2011 blev centret tilldelat Statens byggeskikkpris, och Houens fonds diplom 2012.
Utställningen i Hamsuncentret är tematiskt upplagt och består av bland annat Hamsuns barndom, Hamsuns förhållande till Tyskland under Andra världskriget, och moderna impulser i Hamsuns författarskap.